# 야마토강

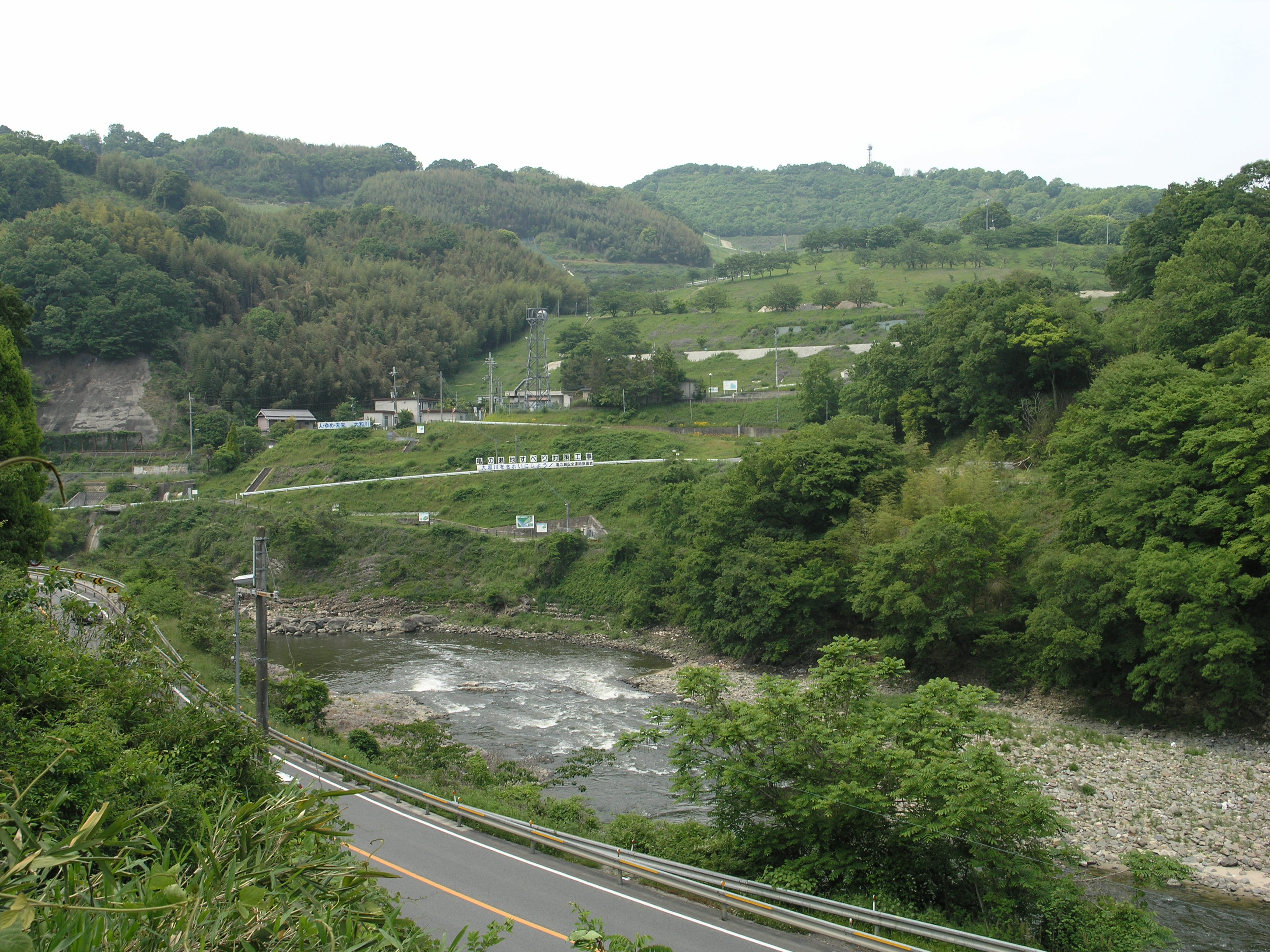
가메노세 (가시와라시 고개)의 땅밀림 관련 대책 지구

야마토강(大和川 야마토가와[*])은 나라현 및 오사카부 일대를 흘러가는 강이자 오사카만에 흘러가는 1급 수계의 본류이다. 그러나 이 강의 이름은 통상적으로 볼 때 야마토국, 야마토 분지 등을 통해 유래된 사실로 드러난다.